# For Unlawful Carnal Knowledge
 (mai 2016).
Si vous disposez d'ouvrages ou d'articles de référence ou si vous connaissez des sites web de qualité traitant du thème abordé ici, merci de compléter l'article en donnant les références utiles à sa vérifiabilité et en les liant à la section « Notes et références ».
Albums de Van Halen
OU812
(1988) Live: Right Here, Right Now
(1993)
For Unlawful Carnal Knowledge (aussi connu sous le titre de F.U.C.K.) est le neuvième album du groupe de hard rock américain Van Halen.
L'instrumental 316 est une référence à la naissance de Wolfgang, fils de Edward Van Halen, né le 16 mars 1991.
Le guitariste Steve Lukather fait les chœurs sur la chanson Top of the World. 

## Titres
1. Poundcake - 5:22
2. Judgement Day - 4:41
3. Spanked - 4:53
4. Runaround - 4:21
5. Pleasure Dome - 6:57
6. In'N'Out - 6:05
7. Man On A Mission - 5:04
8. The Dream Is Over - 4:00
9. Right Now (en) - 5:21
10. 316 - 1:29
11. Top Of The World - 3:55

## Personnel
- Sammy Hagar - chant, guitare rythmique
- Edward Van Halen - guitare, claviers, perceuse électrique sur Poundcake chœurs
- Michael Anthony : basse, chœurs
- Alex Van Halen - batterie

## Personnel additionnel
- Steve Lukather : chœurs sur Top of the World

## Certifications
| Pays                  | Certification | Unités certifiées |
| --------------------- | ------------- | ----------------- |
| Canada (Music Canada) | Platine       | 100 000           |
| États-Unis (RIAA)     | 3 × Platine   | 3 000 000         |
| Royaume-Uni (BPI)     | Argent        | 60 000            |